# Cynorkis minuticalcar
Cynorkis minuticalcar är en orkidéart som beskrevs av Toill.-gen. och Jean Marie Bosser. Cynorkis minuticalcar ingår i släktet Cynorkis, och familjen orkidéer. Inga underarter finns listade i Catalogue of Life.